# Amaranthus muricatus
Amaranthus muricatus es una especie herbácea cosmopolita perteneciente a la familia Amaranthaceae.

## Descripción
Es una hierba perenne, rizomatosa, que crece postrada sobre el suelo, con tallos blanquecinos. Forma una panícula de flores terminales, pentámeras o tetrámeras, raramente trímeras. Frutos fuertemente rugosos en la madurez. Originaria de América del Sur.
Hábitat y distribución
Es nativa de América del Sur e introducida en la región del mediterráneo occidental. En España se encuentra en la  mitad este peninsular, donde es relativamente frecuente como ruderal en lugares ácidos y básicos. Escasa en el centro y norte.

## Taxonomía
Amaranthus muricatus fue descrita por  (Moq.) Hieron.   y publicado en Boletín de la Academia Nacional de Ciencias, Córdoba, Argentina (2): 421. 1882.
Etimología
amaranthus: nombre genérico que procede del griego amaranthos, que significa "flor que no se marchita".
muricatus: epíteto que procede del latín murex, que es el nombre de un molusco con concha pinchuda, aludiendo a los frutos rugosos.
Sinonimia
- Amaranthus muricatus var. latifolius Sennen
- Amaranthus muricatus var. tenuifolius Sennen
- Euxolus muricatus Moq. in DC. basónimo[5][6]

## Nombres comunes
- Catalán: amarant muricat.[5]
- Castellano: yerba meona, meonita.